# Tango Maru
El Tango Maru fue un buque de carga construido en Alemania en 1925. Su nombre original era Rendsburg, posteriormente pasó al servicio del gobierno japonés y participó en acciones de transporte durante la Segunda Guerra Mundial en la campaña del Pacífico. El 25 de febrero de 1944, cuando transportaba trabajadores forzados procedentes de la isla de Java y prisioneros de guerra, fue alcanzado por 3 torpedos disparados por el submarino norteamericano USS Rasher al norte de la isla de Bali. Cinco minutos después de los impactos el barco se hundió, provocando la muerte de 3 000 personas, solo hubo 500 supervivientes.

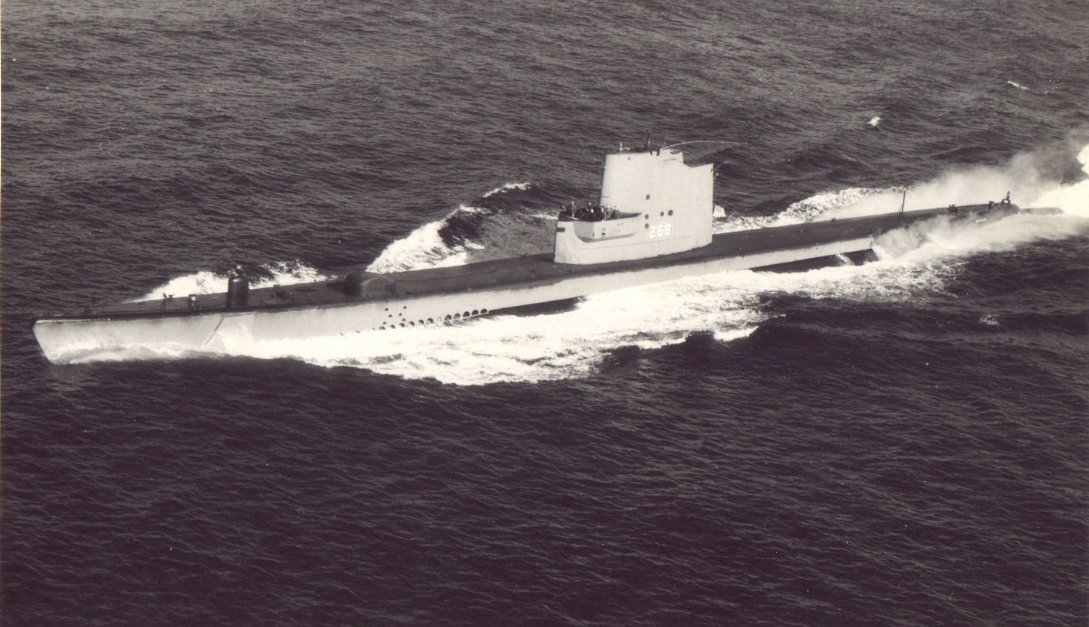
Submarino USS Rasher.